# Las Acequias
Las Acequias är en ort i Argentina.   Den ligger i provinsen Córdoba, i den centrala delen av landet, 500 km väster om huvudstaden Buenos Aires. Las Acequias ligger 295 meter över havet och antalet invånare är 2 116.
Terrängen runt Las Acequias är platt. Runt Las Acequias är det glesbefolkat, med 13 invånare per kvadratkilometer.. Las Acequias är det största samhället i trakten.
Trakten runt Las Acequias består till största delen av jordbruksmark.